# الدفاع عن حياتك (فلم)
الدفاع عن حياتك  (بالإنجليزية: Defending Your Life) فيلم رومانسي كوميدي خيالي أمريكي لعام 1991 عن رجل يجد نفسه في محاكمة الحياة الآخرة، حيث تتم إجراءات لدراسة مخاوفه على طول حياته لتحديد ما إذا كان سيتجسد (مرة أخرى) على الأرض. الفيلم من كتابة وإخراج وبطولة ألبرت بروكس، كما يشارك في البطولة ميريل ستريب، ريب تورن، لي جرانت، وباك هنري. على الرغم من الدلالات الكوميدية، يحتوي الفيلم أيضًا على عناصر من الدراما والرمزية. صدر الفيلم إصداراً محدوداً في الولايات المتحدة في 22 مارس 1991. صدر إلى دور العرض الأمريكية في 5 أبريل 1991.

## طاقم التمثيل
- ألبرت بروكس: في دور دانيال ميلر
- ميريل ستريب: في دور جوليا
- مايكل دوريل: في دور رئيس الوكالة
- ريب تورن: في دور بوب دايموند
- لي جرانت: في دور لينا فوستر
- باك هنري: في دور ديك ستانلي (محامي دانيال البديل)
- جورج دي والاس:[14] في دور قاضي دانيال
- ليليان ليمان: في دور قاضي دانيال
- سكوت بولوك:[15] في دور والد دانيال
- كارول بيفينز:[16] في دور والدة دانيال
- سوزان والترز: في دور زوجة دانيال
- بيتر شوك: في دور ستان
- شارلي ستيوارت:[17] في دور سوزان
- غاري بيتش: في دور بائع سيارات
- جيمس إيكهاوس: في دور مالك سيارة جيب
- جولي كوب: في دور دليل الترام
- بيث بلاك:[18] في دور امرأة أوبرا الصابون
- كلايتون نوركروس:[19] في دور رجل أوبرا الصابون
- جيمس ماكريل:[20] في دور مدير عرض اللعبة
- ويل ألبرت:[21] في دور متسابق
- سيج آلين:[22] في دور متسابق
- ماري بات جليسون: في دور نادلة
- ماكسين إليوت هيكس:[23] في دور امرأة مسنة على الترام
- مارلين روكافيلو:[24] في دور هيلين
- روجر بير: في دور كوميديان
- آرت فرانكل: في دور آرثر
- إرني براون:[25] في دور إرني
- رافي دي بلاسيو:[26] في دور دانيال (في صغره)
- كريستوفر كينت هيل:[27] في دور الفتوة [10][28][29]

## أحداث الفيلم
يتوفي دانيال ميلر (ألبرت بروكس)، المدير التنفيذي لشركة إعلانات في لوس أنجلوس، في حادث سيارة في يوم عيد ميلاده التاسع والثلاثين، ويرجع ذلك إلى حد كبير إلى تشتت انتباهه، ويتم إرساله إلى مدينة الحكم، "حيث تكون درجة الحرارة 74 درجة فهرنهايت، والسماء مشمسة كل يوم ... لكنك لن ترغب في قضاء الأبدية هناك ... ويتم تحديد الأحكام من خلال دعاوى وعقد الصفقات. يعتقد الجميع أنهم أذكى من أي شخص آخر، وأن مصيرك في أيدي مجموعة من المحامين في غرفة الاجتماعات". يتم توفير المرافق والأنشطة من البوفيهات اللذيذة الخالية من السعرات الحرارية إلى صالات البولينج ونوادي الكوميديا. يقيم الجميع في منطقة انتظار يديرها شخصيات بيروقراطية على دراية كاملة وفعالة ولكنها متعالية إلى حد كبير. يمثل كل قادم جديد أمام قاضيين، ويوضح محامي دانيال، بوب دياموند (ريب تورن)، أن الناس من الأرض يستخدمون القليل جدًا من أدمغتهم (ثلاثة إلى خمسة بالمائة فقط) لدرجة أنهم يقضون معظم حياتهم في العمل بناءً على مخاوفهم. يقول دياموند: "عندما تستخدم أكثر من خمسة بالمائة من عقلك، فأنت لا تريد أن تكون على الأرض، صدقني". إذا قررت المحكمة أن دانيال قد تغلب على مخاوفه، فسيتم إرساله إلى المرحلة التالية من الوجود، حيث سيكون قادرًا على استخدام المزيد من دماغه وبالتالي سيكون قادرًا على تجربة المزيد مما يقدمه الكون. وإلا فإن روحه ستتجسد على الأرض لتعيش حياة أخرى في محاولة أخرى لتجاوز مخاوفه.
يجادل المحامي دياموند بأن دانيال يجب أن ينتقل إلى المرحلة التالية، لكن خصمه اللدود، المدعية العامة لينا فوستر (لي جرانت)، تأخذ الحجة المعارضة. يستخدم كل منهم لقطات شبيهة بالفيديو من أيام محددة في حياة دانيال لعرض قضيتهم على القضاة. أثناء الإجراء القضائية، التقى دانيال بجوليا (ميريل ستريب)، وهي امرأة توفيت حديثًا وعاشت حياة مثالية على ما يبدو مليئة بالشجاعة والكرم، لا سيما مقارنة بحياته، وهو ما يفسر أيضًا سبب كون مساكنها الفندقية الفاخرة أجمل بكثير من موتيله المتواضع. بعد إجراءات كل يوم، يقضي دانيال وجوليا بعض الوقت في استكشاف مدينة الحكم، بما في ذلك جناح حياة الماضي (الذي تستضيفه نسخة من شيرلي ماكلين، المشهورة بإيمانها الصريح بالتناسخ) ، حيث يمكن للناس رؤية كل حياتهم الماضية، غالبًا بشكل صادم للغاية.  في هذه الأثناء، لا تسير الأمور على ما يرام بالنسبة لدانيال. وتعرض فوستر سلسلة من الحلقات التي لم ينجح فيها دانيال أبدًا في التغلب على مخاوفه، بالإضافة إلى العديد من القرارات والحوادث السيئة الأخرى، بينما يحاول دياموند بقوة تصوير تصرفات دانيال بشكل أكثر إيجابية، ويمدح أحيانًا "ضبط النفس" و"التفكير" لدى موكله. يصدر الحكم بعودة دانيال إلى الأرض، وقبل أن تصدر كلمات الوداع، يصرح كل من دانيال وجوليا بحبهم ويرى القضاة الحب والاصرار ويسُمح لهما بالانتقال إلى المرحلة التالية من الوجود معًا.

## استقبال الفيلم
- منح موقع "الطماطم الفاسدة" الفيلم تقييماً مقداره 97% بناءاً على آراء 36 ناقداً سينمائياً.[13]
- منح موقع "ميتاكريتيك" الفيلم تقييماً مقداره 63% بناءاً على آراء 14 ناقداً سينمائياً.[32]
- وصفت مجلة فاريتي الفيلم بأنه: "نزوة مبتكرة وخفيفة" حيث يتمتع بروكس "ببعض المرح مع فكرة ليليوم (مسرحية 1909 للكاتب المسرحي المجري فيرينك مولنار) حيث يتم الحكم على البشر في حياة قادمة خيالية، لكن الفيلم لا يذهب بعيدًا بما فيه الكفاية". روجر إيبرت وصفه بأنه: "مضحك بطريقة دافئة وغامضة" وفيلم له "نهاية مرضية رائعة، وهو أمر غير معتاد بالنسبة لأفلام ألبرت بروكس."[33]
- وصفت الفيلم صحيفة نيويورك تايمز بأنه "الأكثر إدراكًا وإقناعًا من بين مجموعة حديثة من أفلام الكارب ديم" (قول مأثور لاتيني، يترجم عادة إلى "اغتنم اليوم") بالإشارة إلى أفلام "مجتمع الشعراء الأموات" عام 1989، "حقل الأحلام" عام 1989، و"شبح" عام 1990.[34]
- منح موقع قاعدة بيانات الأفلام على الإنترنت (IMDB) الفيلم درجة 7.2/ 10.[35]
- منح موقع قاعدة بيانات الأفلام العربية "السينما.كوم" الفيلم درجة 5.3/ 10.[36]

## الجوائز والترشيحات
- جوائز 20/20 عام 2012: رشح لجائزة أفضل سيناريو[37][38]
- جوائز أكاديمية أفلام الخيال العلمي والفانتازيا والرعب بالولايات المتحدة الأمريكية 1992: رشح الفيلم لجوائز أفضل فيلم خيالي - أفضل ممثلة (ميريل ستريب) - أفضل كتابة (ألبرت بروكس).[39]
- جوائز الكوميديا الأمريكية - الولايات المتحدة الأمريكية 1992: رشح الفيلم لجائزة أطرف ممثل في فيلم سينمائي (دور رئيسي) ألبرت بروكس.[40][41]

## وصلات خارجية
- https://elcinema.com/work/2002021 الدفاع عن حياتك (فيلم)
- https://www.imdb.com/title/tt0101698/ الدفاع عن حياتك (فيلم)
- https://letterboxd.com/film/defending-your-life/ الدفاع عن حياتك (فيلم)
- https://www.filmaffinity.com/us/film257987.html الدفاع عن حياتك (فيلم)
- https://www.allocine.fr/film/fichefilm_gen_cfilm=96449.html الدفاع عن حياتك (فيلم)
- https://www.allmovie.com/movie/defending-your-life-v13087 الدفاع عن حياتك (فيلم)
- https://www.blu-ray.com/movies/Defending-Your-Life-Blu-ray/42427/ الدفاع عن حياتك (فيلم)
- https://prod-www.tcm.com/tcmdb/title/72733/defending-your-life#overview الدفاع عن حياتك (فيلم)